# Premio Florindo Longagnani
Il premio Florindo Longagnani era un premio assegnato al migliore arbitro di calcio esordiente in Serie A.

Istituito nel 1954 dalla Sezione AIA di Modena, è stato assegnato fino alla stagione 1987-1988, quando fu sostituito dal premio Giorgio Bernardi.

## Albo d'oro
Quello che segue è l'albo d'oro del Premio Longagnani:
| Anno | Arbitro                | Sezione AIA         |
| ---- | ---------------------- | ------------------- |
| 1954 | Antonio Grandville     | Roma                |
| 1955 | Luigi Grillo           | Napoli              |
| 1956 | Alfeo Grignani         | Milano              |
| 1957 | Giovanni Ubezio        | Novara              |
| 1958 | Francesco De Robbio    | Torre Annunziata    |
| 1959 | Bruno De Marchi        | Pordenone           |
| 1960 | Francesco Francescon   | Padova              |
| 1961 | Aurelio Angonese       | Mestre              |
| 1962 | Alessandro D'Agostini  | Roma                |
| 1963 | Giuseppe Cirone        | Palermo             |
| 1964 | Mario Bernardis        | Trieste             |
| 1965 | Fulvio Pieroni         | Roma                |
| 1966 | Ezio Motta             | Monza               |
| 1967 | Alberto Picasso        | Chiavari            |
| 1968 | Riccardo Lattanzi      | Roma                |
| 1969 | Gaetano Mascali        | Desenzano del Garda |
| 1970 | Antonio Trono          | Torino              |
| 1971 | Paolo Casarin          | Milano              |
| 1972 | Ferdinando Reggiani    | Bologna             |
| 1973 | Pierluigi Levrero      | Genova              |
| 1974 | Francesco Paolo Schena | Foggia              |
| 1975 | Claudio Pieri          | Genova              |
| 1976 | Paolo Bergamo          | Livorno             |
| 1977 | Carlo Longhi           | Roma                |
| 1978 | Tullio Lanese          | Messina             |
| 1979 | Egidio Ballerini       | La Spezia           |
| 1980 | Renzo Vitali           | Bologna             |
| 1981 | Mario Facchin          | Udine               |
| 1982 | Salvatore Lombardo     | Marsala             |
| 1983 | Arcangelo Pezzella     | Frattamaggiore      |
| 1984 | Carlo Sguizzato        | Verona              |
| 1985 | Pier Luigi Lamorgese   | Potenza             |
| 1986 | Fabio Baldas           | Trieste             |
| 1987 | Moreno Frigerio        | Milano              |
| 1988 | Mauro Felicani         | Bologna             |
| 1989 | ?                      | ?                   |